# Tianlin (meteoryt)
Tianlin – meteoryt żelazny z grupy IAB, znaleziony w 1956 lub 1958 w regionie autonomicznym Kuangsi w Chinach. Meteoryt Tianlin jest jednym z sześciu zatwierdzonych meteorytów znalezionych w tej prowincji. Z miejsca spadku pozyskano 300 kg materii meteorytowej.